# Ksar Nalut
 (décembre 2023).

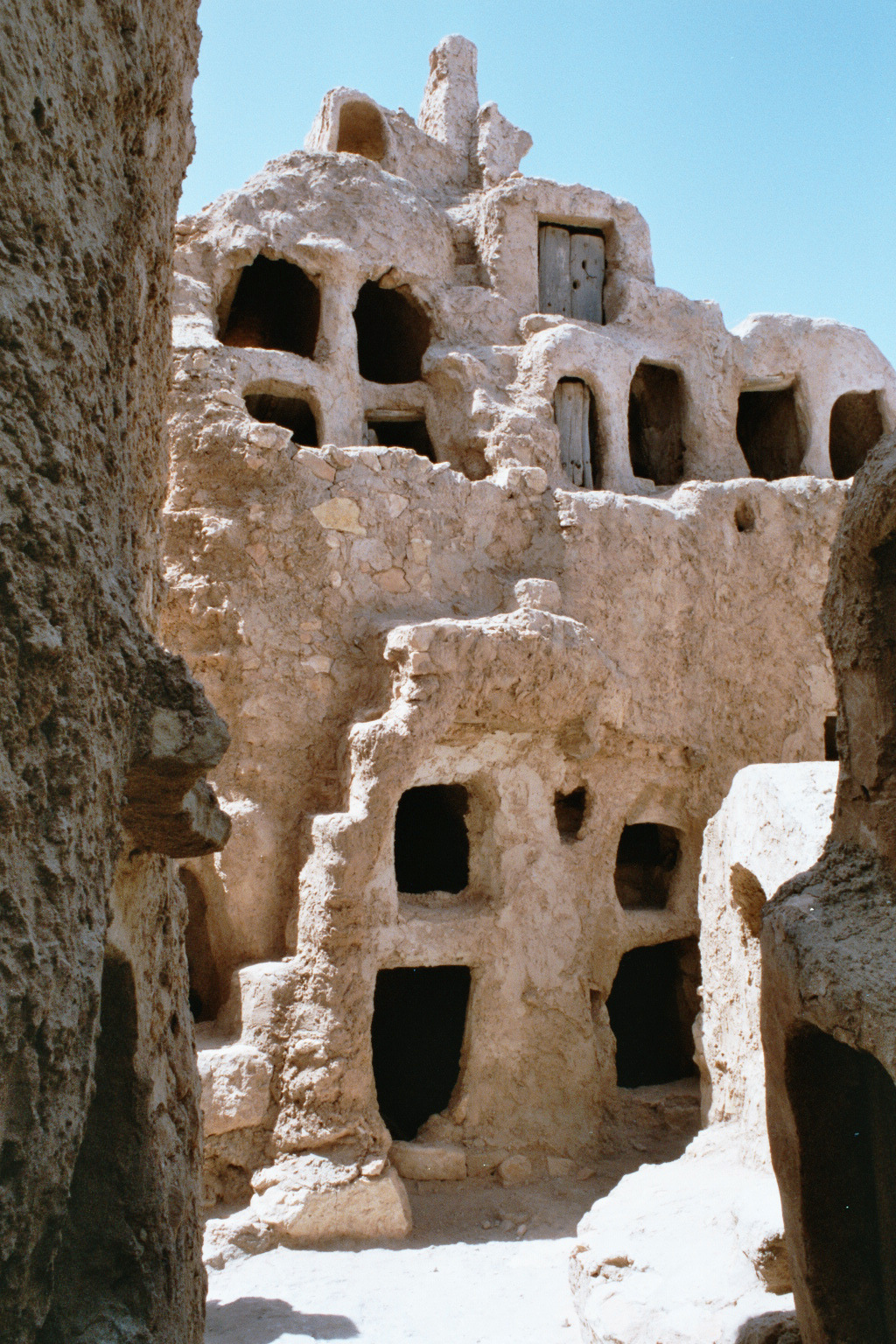
Ksar Nalut en Libye

Ksar Nalut (en arabe : قصر نالوت, en berbère: aɣrem Nalut or aghrem Nalut) ou Ksar Lalot, est un grenier fortifié, ou ksar, situé à Nalut, dans le district de Nalut, dans l'ouest de la Libye.
Construit au XIe siècle, il a été bâti, comme nombre d'autres ksars créés par les communautés berbères d'Afrique du Nord, pour contribuer à le protéger des raids. Le site comporte plus de 400 chambres, permettant de stocker des céréales.
Le Kasr Nalut est une destination touristique abandonnée depuis les années 1960.